# Coppa dei Campioni d'Africa 1985
La Coppa dei Campioni d'Africa 1985 è stata la ventunesima edizione del massimo torneo calcistico africano per squadre di club maggiori maschili.

## Risultati

### Turno preliminare
| Squadra 1       | Totale | Squadra 2       | Andata | Ritorno |
| --------------- | ------ | --------------- | ------ | ------- |
| Garde Nationale | 3 - 1  | Sporting Bissau | 1 - 0  | 2 - 2   |
| Defence         | 1 - 4  | Vital'O         | 1 - 2  | 0 - 2   |
| Petro Atlético  | 5 - 2  | Tempête Mocaf   | 4 - 1  | 1 - 1   |
| GPA             | a tav. | Ouagadougou     | -      | -       |

### Primo turno
| Squadra 1          | Totale      | Squadra 2           | Andata | Ritorno |
| ------------------ | ----------- | ------------------- | ------ | ------- |
| AS Bilima          | 4 - 0       | Township Rollers    | 3 - 0  | 1 - 0   |
| Lions de l'Atakory | 0 - 4       | Hearts of Oak       | 0 - 1  | 0 - 3   |
| Stella Adjamé      | 1 - 4       | Gorée               | 1 - 1  | 0 - 3   |
| Nakuru All-Stars   | 2 - 2 (gfc) | Vital'O             | 2 - 1  | 0 - 1   |
| Villa              | 4 - 4 (gfc) | Al-Hilal Omdurman   | 4 - 2  | 0 - 2   |
| Tonnerre Yaoundé   | 2 - 2 (gfc) | Sogara              | 2 - 1  | 0 - 1   |
| Kaloum Star        | 3 - 2       | Real Republicans    | 1 - 0  | 2 - 2   |
| Black Rhinos       | 4 - 1       | Mbabane Highlanders | 1 - 0  | 3 - 1   |
| Bizertin           | 2 - 1       | Garde Nationale     | 1 - 0  | 1 - 1   |
| Enugu Rangers      | 4 - 1       | Petro Atlético      | 2 - 0  | 2 - 1   |
| GCR Mascara        | 4 - 3       | Al-Ittihad Tripoli  | 4 - 0  | 0 - 3   |
| Power Dynamos      | 6 - 1       | KMKM                | 4 - 0  | 2 - 1   |
| FAR Rabat          | 10 - 0      | GPA                 | 8 - 0  | 2 - 0   |
| Zamalek            | a tav.      | Marine Club         | -      | -       |
| OC Agaza           | 1 - 3       | CARA Brazzaville    | 0 - 1  | 1 - 2   |
| Invincible Eleven  | 4 - 1       | Stade Malien        | 3 - 0  | 1 - 1   |

### Secondo turno
| Squadra 1     | Totale      | Squadra 2         | Andata | Ritorno |
| ------------- | ----------- | ----------------- | ------ | ------- |
| AS Bilima     | 2 - 1       | CARA Brazzaville  | 1 - 1  | 1 - 0   |
| Gorée         | 3 - 1       | Hearts of Oak     | 3 - 0  | 0 - 1   |
| Vital'O       | 4 - 2       | Sogara            | 3 - 1  | 1 - 1   |
| Kaloum Star   | 3 - 3 (gfc) | Enugu Rangers     | 2 - 0  | 1 - 3   |
| Bizertin      | 2 - 4       | FAR Rabat         | 1 - 4  | 1 - 0   |
| Power Dynamos | 1 - 3       | Black Rhinos      | 0 - 2  | 1 - 1   |
| Zamalek       | 5 - 1       | Al-Hilal Omdurman | 4 - 0  | 1 - 1   |
| Stade Malien  | 2 - 3       | GCR Mascara       | 2 - 0  | 0 - 3   |

### Quarti di finale
| Squadra 1    | Totale          | Squadra 2   | Andata | Ritorno |
| ------------ | --------------- | ----------- | ------ | ------- |
| GCR Mascara  | 0 - 3           | AS Bilima   | 0 - 0  | 0 - 3   |
| Vital'O      | 3 - 5           | Zamalek     | 1 - 0  | 2 - 5   |
| FAR Rabat    | 3 - 3 (3-1 dcr) | Kaloum Star | 3 - 0  | 0 - 3   |
| Black Rhinos | 2 - 3           | Gorée       | 2 - 0  | 0 - 3   |

### Semifinali
| Squadra 1 | Totale          | Squadra 2 | Andata | Ritorno |
| --------- | --------------- | --------- | ------ | ------- |
| Zamalek   | 1 - 1 (3-4 dcr) | FAR Rabat | 1 - 0  | 0 - 1   |
| AS Bilima | 2 - 1           | Gorée     | 2 - 0  | 0 - 1   |

### Finale

#### Andata
| Arbitro: | Montele |

|                                                          |           |                     |
| Khairi 18’ Haidamou 27’, 54’ Chicha 47’ (rig.) Halim 74’ | Marcatori | 34’ Basele 69’ Beya |

#### Ritorno
| Rabat 22 dicembre 1985, ore 15:00 UTC+2                | AS Bilima | 1 – 1       | FAR Rabat | Stadio Mobutu |
| \| \| \| \| \| Anta 48’ \| Marcatori \| 72’ Hamadou \| |           |             |           |               |
|                                                        |           |             |           |               |
| Anta 48’                                               | Marcatori | 72’ Hamadou |           |               |